# Jarka Ruus
Jarka Ruus è un romanzo del 2003 dello scrittore statunitense Terry Brooks. Si tratta del primo libro della trilogia Il Druido Supremo di Shannara, riconducibile all'opera fantasy del ciclo di Shannara. Il libro prosegue la narrazione delle vicende degli eredi della casata Ohmsford successivi alle vicende della trilogia Il viaggio della Jerle Shannara.

## Trama
(Terry Brooks, Jarka Ruus)
Circa venti anni dopo gli eventi raccontati in Il Viaggio della Jerle Shannara e Grianne Ohmsford è diventata il Druido supremo, o Ard Rhys, del nuovo Consiglio Druidico. Tuttavia molti dei nuovi Druidi ricordano ancora che per molto tempo servì il male nelle vesti della Strega di Ilse, e gli insuccessi ottenuti nel tentativo di giungere ad una tregua tra la Federazione e i Liberi li convincono del fatto che Grianne non è adatta ad essere il loro capo.
Shadea a'Ru, Druido cinico e calcolatore, orchestra una congiura ai danni di Grianne, impegnata ad indagare intanto su una serie di rituali magici avvenuti nell'antico Regno del Teschio, alleandosi con il Primo Ministro della Federazione Sen Dunsidan. Il politico spera che l'ordine, una volta eliminato l'attuale Ard Rhys, appoggi apertamente la Federazione decretando di fatto la definitiva sconfitta dei Liberi.
In visita ufficiale a Paranor, consegna a Shadea a'Ru una pozione magica chiamata Notte liquida che metterebbe fuori combattimento l'Ard Rhys, trasferendola dalle Quattro terre al mondo del Divieto. 
Una volta compiuto il trasferimento, Tagwen, il nano assistente di Grianne, capisce subito che dietro la scomparsa del Druido Supremo si cela Shadea a'Ru e per evitare di essere fatto prigioniero o ucciso dai cospiratori, fugge da Paranor, alla ricerca di Bek Ohmsford, il fratello di Grianne. Mentre il nano si avvia a raggiungere Bek e sua moglie Rue Meridian sulle coste del Lago Arcobaleno, Shadea fa ricadere la colpa della scomparsa dell'Ard Rhys sui Troll che proteggono la fortezza, da sempre mal visti dai Druidi, e li congeda con disonore mentre viene nominata dal Consiglio come successore di Grianne.
Tagwen giunge a Patch Run, la stazione commerciale dove abitano gli Ohmsford e scopre con molta delusione che Bek si trova per motivi di lavoro nelle Terre dell'Est. L'unico che può aiutarlo è Pen, il loro figlio che è rimasto a casa a controllare le navi volanti, ma presto la sua vita viene sconvolta: Terek Molt, uno dei congiurati e un Druido guerriero, effettua un'incursione nell'insediamento con l'ordine di eliminare tutti i membri della famiglia Ohmsford.
Pen e Tagwen fuggono quindi a bordo di un piccolo vascello volante e vengono inseguiti dalla Galaphile, la nave dell'Ard Rhys, lungo tutto il Lago Arcobaleno. Atterrati nella foresta delle Querce Nere, i due vengono salvati dalla magia del Re del Fiume Argento che incarica Pen di trovare il Tanequil, un leggendario albero che pare sia l'unico che possa originare un mezzo per raggiungere il mondo del Divieto. Ai due si uniscono il druido elfo Ahren Elessedil, e sua nipote Khyber, erede della magia delle pietre magiche. Nel porto elfico di Syioned, la compagnia affitta una nave corsara capitanata da Gar Hatch che li porterà a destinazione. Sulla nave, Pen incontra la misteriosa Cinnaminson, figlia del capitano, per la quale sviluppa forti sentimenti. Lungo il percorso, la nave viene attaccata da gnomi pirati che costringono i Corsari ad effettuare delle riparazioni nel porto di Anatcherae.
Grazie all'acqua divinatoria, i Druidi scoprono la posizione dei fuggitivi e immediatamente Terek Molt li rintraccia nella cittadina aggredendoli. Nuovamente in fuga, la nave corsara attraversa il lago di Lazareen e si rifugia in una palude costiera. Siccome Cinnaminson desidera seguire Pen nella sua ricerca, Gar Hatch ritiene opportuno tradire la compagnia per evitare di perdere la figlia e il suo talento: nonostante sia cieca, infatti, la giovane è in grado di vedere nella notte e nella nebbia rivelandosi importantissima per le attività dei corsari.
Abbandonati nella palude, Pen, Tagwen, Ahren e Khyber cercano una via di fuga ma per proteggersi dall'ambiente ostile sono costretti a ricorrere alla magia che li svela a Terek Molt che in poco tempo li rintraccia. Si scatena una nuova lotta che vede la distruzione della Galaphile con il suo equipaggio e del malevolo Terek Molt. La battaglia tuttavia ha avuto un terribile prezzo: Ahren Elessedil perde la vita nello scontro. Usciti dalla palude, Khyber, Pen e il nano decidono di raggiungere il villaggio di Taupo Rough a ridosso delle montagne Charnal dove poter chiedere aiuto ai troll e a Kermadec, un Maturen amico dell'Ard Rhys. Mentre sono in viaggio avvistano la nave corsara di Gar Hatch e scoprono che i corsari sono morti, uccisi da una creatura-ragno che tiene prigioniera Cinamminson.
Nel frattempo, Grianne scopre con suo orrore che il Divieto è lo specchio oscuro delle Quattro Terre ed è chiamato dai suoi abitanti come Jarka Ruus. Durante l'esplorazione di questo luogo incontra Weka Dart, un'enigmatica e fastidiosa creatura che la accompagna durante lo scontro con un dragone e con l'incontro dell'ombra di Brona, il defunto Signore degli Inganni. Grianne viene infine catturata da un gruppo di demoni.

## Personaggi
- Grianne Ohmsford
- Shadea a'Ru
- Sen Dunsidan
- Tagwen
- Penderrin Ohmsford
- Ahren Elessedil
- Khyber Elessedil
- Terek Molt
- Iridia Eleri

## Edizioni
- Terry Brooks, Jarka Ruus, traduzione di Riccardo Valla, Arnoldo Mondadori, 2004,  pp. 363, cap. 30, ISBN 978-88-04-53260-6.